# Schloss Herzford

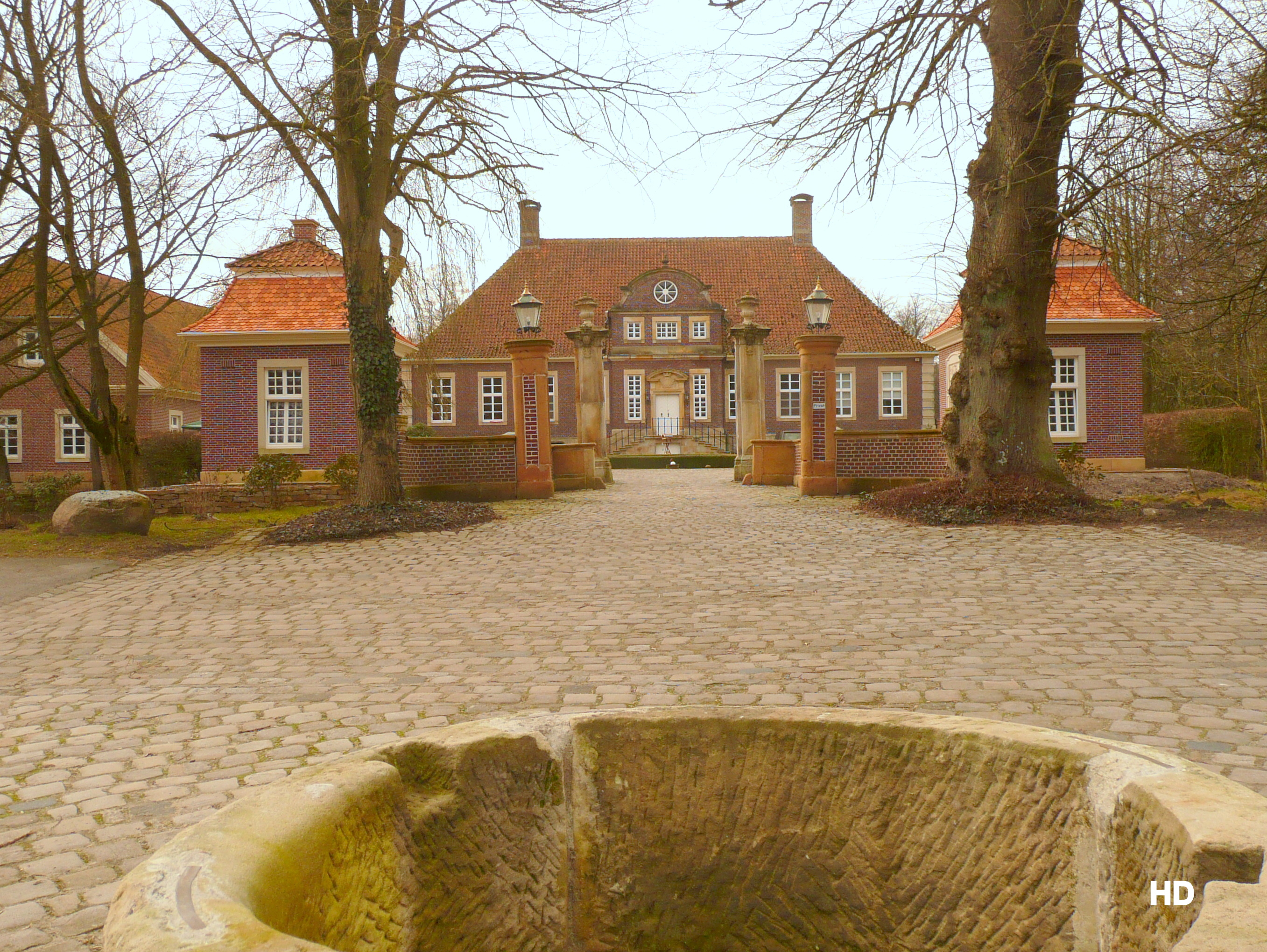
Gut Herzford

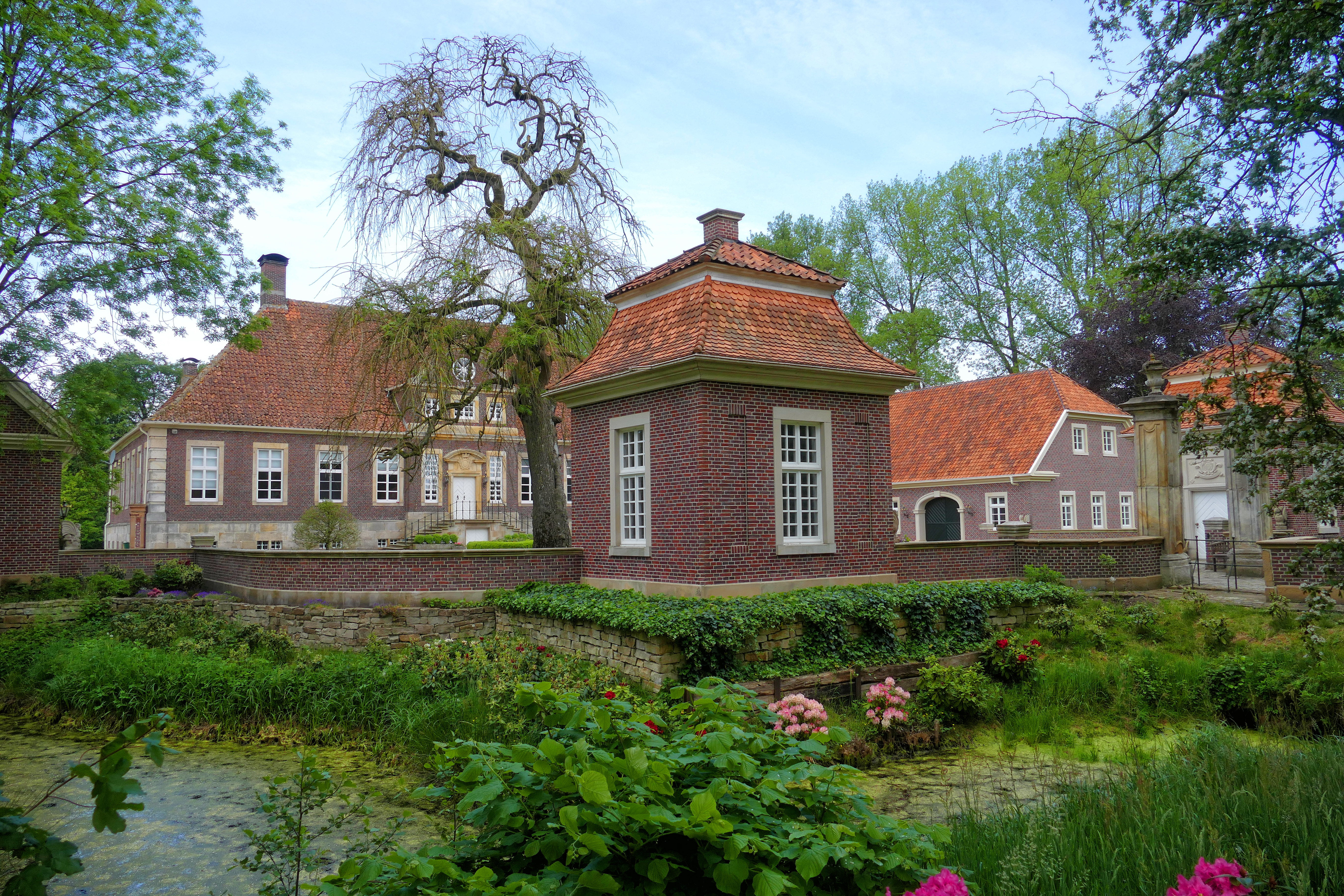
Seitenansicht

Das Schloss Herzford ist eine Wasserburg in der Nähe der Stadt Lingen im südlichen Emsland. Sie wurde 1337 als Burg „thor Slipse“ am linken Emsufer erbaut.
Unter dem münsterischen Hofrat und Pächter Anton Helweg und der Familie von Schorlemer entstand zwischen den Jahren 1717 und 1723 das barocke Herrenhaus, dessen Architekt der münsterische Baumeister Gottfried Laurenz Pictorius (1663–1729) war. Die Brückenanlage, die Vorburg und die Gartenanlagen wurden vom Baumeister des Spätbarocks Johann Conrad Schlaun geplant.
Schloss Herzford wechselte vielfach den Besitzer. Der Herzog von Arenberg erwarb es 1853, der seinen emsländischen Besitz 1928 in die Arenberg-Meppen GmbH einbrachte. Bis 1970 verkam die Schlossanlage immer weiter. Dann kaufte sie ein Lingener Fabrikant und setzte sie wieder instand.

## Geographie

### Lage und Verkehr
Das Gut Herzford liegt im Lingener Stadtteil Schepsdorf am linken Emsufer, 3 Kilometer südlich des Dorfes Schepsdorf. Das Gut wird im Volksmund „Vorgarten“ genannt. Es befindet sich am Rand der Lingener Höhe.
Durch den Gutsbezirk Herzford führt die „Herzforder Straße“ (in Richtung Schepsdorf im Norden und in Richtung Elbergen im Süden) und die Straße „Schottelhof“ (Richtung Lohne im Westen). Herzford liegt in der Nähe der Bundesautobahn 31 und unweit des Schnittpunktes der Bundesstraßen 70, 213 und 214, die als Umgehungsstraßen um die Stadt Lingen herum führen.

### Natur und Gutsbezirk
Ursprünglich hatte Herzford bei der Errichtung der Gemarkung und der Burg nur ein geringes, eigenständiges Gutsgebiet. Aus Berichten ist bekannt, dass noch im 18. Jahrhundert das Elberger Weidevieh aus dem Schlossgraben getränkt wurde. Das Gut wuchs unter dem Besitz von Schorlemer, dem von den Elberger Markgenossen für die Zuwendung (Turmbau) die dortige Kapelle gemacht hatte, dafür größere Markgründe überlassen wurden.
Am Rand des Herzforder Waldes stand zwischen 1700 und 1939 eine Bockwindmühle.
Als Gerechtigkeiten des Gutes werden im Jahre 1847 wie folgt aufgeführt: Landtagsfähigkeit, d. h. ein eigenständiges Gutsbezirk mit Vertretung im Landtag; private Jagd auf dem Gut, Koppeljagd, d. h. gemeinschaftliches Jagen in den Kirchspielen Schepsdorf, Emsbüren und Salzbergen und den münsterischen Enklaven auf dem rechten Emsufer mit der Befugnis, einen bebrodeten Jäger halten und außerdem zwei Jagdschilder (Jagderlaubnis) ausgeben zu können. Das Fischen an der Ems war nur auf der Herzforder Seite entlang der Gutsgrenze von ungefähr einer Meile (1,61 km) erlaubt.
Im Jahre 1852 betrug die Größe des Gutes aus 617 Morgen (2,497 km²) Hofsaat, 800 Morgen Grund im großen Moor, 14 Morgen Holzgrund und 22 Morgen Wiesen in der Elberger Mark sowie 100 Morgen in den Fuhrenkämpen der Lohner Mark. Durch Landzukauf und weiteren Aufforderungen vergrößerte sich die Fläche Herzford auf etwa 467 ha. Waldarbeiter haben im Herzforder Wald ein Wegekreuz 1879 aus eigenen Mitteln aufgestellt.
In den 1970er Jahren siedelten die Heuerlingsfamilien Bertling, Lambers, Menger, Rickling, Schomaker und Wenning zu Schepsdorf über. Im früheren Gutsbezirk liegen außerdem die Hofstellen Schottelhof (jetzt Familie Berling), Bekel (später Bickers) und Hofschlag.
Die Wälder des umliegenden Forstgutes Herzford befinden sich im Eigentum der Arenberg-Meppen GmbH. Seit 1989 ist die nach dem letzten Inhaberehepaar benannte gemeinnützige „Stiftung Herzog Engelbert-Charles und Herzogin Mathildis von Arenberg“ Alleingesellschafterin.
Das Forstgut verlor in den 1980er Jahren im Norden durch den Bau der Bundesstraße 213 und in den 1990er Jahren im Westen durch den Bau der Autobahn A 31 größere Waldflächen, die durch Zukauf bis 2010 hauptsächlich im Nordwesten zuletzt auch durch Grundtausch wieder die vorherige Größe wieder erreichte. Der Grundbesitz Herzford umfasst heutzutage Wald- und landwirtschaftliche Flächen von rund 467 ha (4,67 km²).
Der Herzforder Wald ist ein Mischwald und besteht überwiegend aus Kiefern, Eichen, Fichten, Lärchen, Buchen und Douglasien.

## Geschichte

### Namensgebung
Im Jahre 890 wird erstmals der Name „Hriesforda“ (Hirschfurt) im Werdener Heberegister schriftlich erwähnt. In der Region Lingen zog die Ems mehrere Slipse (auch Schlipse) und bezeichnet einen kleinen Landstreifen. An der Ems waren damals ausgedehnte Laubwaldungen mit lehmigem Boden vorhanden, wo sich viele Hirsche aufgehalten haben. Heute werden in der Ems stellenweise noch meterdicke Laubablagerungen gefunden; z. B. vor einigen Jahren ein Sensationsfund im Emsbett gut erhaltener Hirschgeweihe.
Der Name Herzford hat sich aus dem ursprünglichen Namen Hirschfurt entwickelt. Manche Quellen (Register, Karten, Dokumente…) geben verschiedene Schreibweisen an, u. a. Herzeforth, Herzenfurth, Herseforth, Hersenword, Herssevoerde und Herzfurt(h).

### Burg „thor Slips“ und Erbauung von Schloss Herzford
Bischof Ludwig II. von Münster (1310–1357) hatte wichtige Gründe, im Jahre 1336 die Burg „thor Slips bey Herzeforth“ zu errichten. Das Bollwerk sollte gegen den Grafen Nikolaus I., genannt Claus, von Tecklenburg und gegen die räuberischen Bentheimer (Grafschaft Bentheim) und Ottensteiner (Grafschaft Ahaus) gerichtet sein. Damit wollte der Bischof seine emsländischen Besitzungen schützen und die wichtige Verbindung über die Landstraße von Rheine über Meppen zu seinen nördlichen emsländischen Gebieten, dem Hümmling und Ostfriesland sichern, die an die linksemsischen Gemarkung Elbergen führte. Vom Nordteil bis zum Südteil des Bistums Münster war das „Verbindungsstück“ Herzford zwischen den Grafschaften Bentheim (im Westen) und Tecklenburg (im Osten) an der schmalsten Stelle fünf Kilometer lang.
Nachweislich wird ein Freiherr von Langen der erste Burgmann mit den Worten „uppe dat hus, dat he tymmern denket thor slipse“ benannt. Kurz vor Fertigstellung im Jahre 1337 wurde die Burg von den beiden Grafen Nikolaus I. von Tecklenburg und Graf Simon von Bentheim zerstört.
Erst 1346 wurde die Burg auf Betreiben vom münsteranischen Bischof Ludwig II. wieder aufgebaut. Gleichzeitig musste er dem Grafen Otto III. von Bentheim große Zugeständnisse machen, u. a. ihn zum neuen Burgmann annehmen.
1363 setzt Bischof Johann I. von Münster Freiherr Cord von Langen als Burgmann ein. Graf Otto VI. von Tecklenburg überfiel die Burg und zerstörte sie. Bischof Heidenreich von Münster ließ eine neue Burg 1385 in der Nähe der alten Burg an der Slipse errichten. Er verbündete sich mit Bischof Dietrich von Osnabrück und zog gemeinsam und siegreich gegen Graf Otto VI. von Tecklenburg vor. Burg „thor Slips“ stand danach unter münsterischen Ministerialen (Verwaltung).
Im Jahre 1400 entsagte Graf Nikolaus II. von Tecklenburg allen Rechten an der Burg mit dem Ausspruch: „an dem Slote van Herssevorede by der Slypse“. Diese wurde bedeutungslos und geschleift. 1432 ging das Gut an Graf Hermann von Münster aus dem Geschlecht Meinhövel und Botzlar über.
Von 1732 bis 1734 wurde auf den Grundmauern der abgetragenen Burg das heutige Schloss Herzford erbaut. Die Kreuzgewölbe im Keller der einstigen Burg sind bis heute erhalten geblieben.

### Burg- und Schlossbesitzer
Nach den vergeblichen Versuchen des Bischofs Ludwig II. von Münster, mit der Burg „thor Slips“ gegen Lingen zu errichten, führte sein Nachfolger Bischof Heidenreich von Münster den Kampf gegen Graf Nikolaus II. von Tecklenburg weiter. Geschwächt durch eine lange und für ihn ungünstige Fehde mit Osnabrück, suchte daraufhin zunächst den Frieden. Die bald wieder aufflackernden Kampfhandlungen fanden nach der Gefangennahme des Grafen einen für ihn sehr verlustreichen Abschluss. So musste er am 20. Juni 1400 allen Rechte am Gut Herzford und an der linksemsischen Landesstraße zwischen Rheine und Meppen entsagen. Nach der Brechung der tecklenburgischen Macht verliert Herzford an militärischer Bedeutung und die Burg wird abgebrochen. Der Gutsbezirk Herzford kommt im Jahre 1400 unter münsterischen Verwaltung.
1432 war sie im Besitz Graf Hermann von Münster aus dem Geschlecht Meinhövel und Botzlar, der, als er in diesem Jahre mit dem vor der Burg Bentheim gelegenen Burglehn seiner Familie belehnt wurde und wird als „Herr zu Herzford“ bezeichnet. Er vermählte sich 1442 in zweiter Ehe mit Gertrud von Langen mit den Rauten im Wappen. Die Ehe blieb kinderlos. Herzford ging an seinen Neffen Graf Heinreich, Sohn Hermanns Bruder Graf Bernhard (seine Frau Johanna von Ruinen, der Erbin der Herrlichkeit Ruinen) über. Graf Heinrich von Münster war mit Agnes de Vos van Steenwijk vermählt.
Dessen Sohn Rolof von Münster war verheiratet mit Bawina Heemstra, von Haus Duirsum (Dan Ham) nahe Loppersum (NL). Er wurde Drost des niederländischen Amt Coevorden und der Provinz Drenthe. Er wurde 1515 mit dem Bentheimer Burglehn belehnt und somit Herr zu Herzford bis zu seinem Tod ca. 1520. Ihren Sohn Roelof van Münster († 1558) heiratete 1535 Maria von Selbach (ca. 1510–1576). Sie wohnten bald auf Duirsum, beide sind in der Kirche zu Loppersum zu Ruhe gelegt (Grabsteine). Der Enkel Roloff von Münster (1531–1600), 1563 belehnt mit Herzford, war vermählt mit Ida von Onsta zu Sauwerd. Beide sind heutzutage als große Porträts in Ölgemälden im Emslandmuseum in Lingen zu bestaunen.
Ihr Sohn Graf Roleff von Münster erscheint von 1591 bis 1654, dem Jahr seines Todes, wegen Herzford in den münsterschen Landtagslisten. Die Belehnung mit dem Bentheimer Burglehn wurde ihm im Jahre 1606 erteilt. Seine Ehe mit Ela von Mönnich zu Eickhof blieb kinderlos. Eine seiner Schwestern, Theodora war mit Casper von Loen zu Borgenstede verheiratet. Auf deren Sohn, den Rittmeister Franz Roland von Loen, ging nun das Gut Herzford über.
Im Jahr 1657 schenkte Rittmeister Franz Roland von Loen der Kirche in Schepsdorf einen neuen Altar. Er kommt noch 1675 auf Herzford vor. Vermählt war er mit Marie Sophie von Loe zu Overdycke. Deren Sohn Johann Casper Rotger von Loen, der 1700 mit Herzford belehnt wurde, starb am 13. November 1702. Mit seiner Gattin Wilhelmine Johanna von Walfeld zu Klinke hinterließ er eine Tochter Rotgera, die mit Freiherrn van Dongen verheiratet war. Ihr wurde 1703 und 1708 die Belehnung mit Gut Herzford erteilt.
Anschließend veräußerte sie dem Fürstbischof von Münster, Franz Arnold von Wolff-Metternich, am 30. Oktober 1714 Herzford durch den münsterschen Hof- und Kammerrat Anton Helweg. Am 24. Dezember 1718 verkauft der Fürstbischof Franz Arnold von Münster das Gut für 8.000 Reichstaler an Obersten Hermann Werner Joseph von Schorlemer (aus der Linie Overhagen) und bezog das Gutshaus in Herzford. Die Familie Schorlemer gehörte zu den bedeutendsten Geschlechtern des westfälischen Uradels.
In den Jahren 1717 bis 1723 entstand das Schloss auf den Grundmauern der Burg „thor Slipse“ nach dem Entwurf des berühmten münsterischen Baumeisters Gottfried Laurenz Pictorius. Er war Architekt u. a. vom Wasserschloss Nordkirchen, Schloss Dankern und zahlreiche Adelshöfe im Münsterland. Erst im Jahr 2011 wurde die Bauhistorie des Schlosses neu definiert: es wurden Proben der Bauhölzer entnommen und durch das dendrochronologische Verfahren wird das Fälldatum bestimmt. Bis dahin wurde stets angenommen, dass die Bauzeit zwischen 1732 und 1734 betrug. Hier muss eine geschichtliche Korrektur vorgenommen werden.
Über dem Schlossportal und im Giebelfeld der Rückseite ist das Allianzwappen des Paares angebracht. Hermann Werner Joseph von Schorlemer wurde später Generalleutnant und Kommandeur der münsterschen Truppen. Mit seiner ersten Gemahlin Freiin Antoinette Christine von Brabeck wohnte er auf Gut Herzford, in dem er auch eine Kapelle einrichtete und einen Hausgeistlichen einstellte.
Im Jahre 1740 vereinbarte Hermann Werner Joseph von Schorlemer mit der Gemeinde Elbergen, dass der Hausgeistliche in der dortigen Kapelle an den Wochentagen Gottesdienst von Emsbüren abhalten durfte. Schorlemer baute an der Elbergener Kapelle einen Turm und veranstaltete ein großes Fest, dass noch heute in einer großen Prozession gefeiert wird.
Antoinette Christine von Schorlemer, geborene Freiin von Brabeck, starb am 12. Juni 1735. Hermann Werner Joseph von Schorlemer schritt daraufhin zur zweiten Ehe mit Maria Alexandrine von Korff-Schmising zu Tatenhausen. Clemens August von Bayern, Fürstbischof von Münster und Kurfürst von Köln bewilligt, dass Hermann Werner Joseph von Schorlemer seiner zweiten Frau das Gut vererben darf. Auf Herzford befindet sich noch eine Statue, an deren Sockel beider Wappen mit der Jahreszahl 1742 angebracht sind.
Um 1750 lebte hier für einige Zeit der wohl bedeutendste Baumeister des westfälischen Barock Johann Conrad Schlaun, der sein „Planum von Herseforth“ umsetzen wollte. Dieser sollte die Leichtigkeit niederländischer Broderie – Parterre rund um ein Fontänenbecken mit der exakt geometrischen, dann aber flächenmäßig massiven Durchdringung von Gräften und Bassins verbunden werden. Am Ende des Gartens zur Mittelachse sollte ein Pavillon stehen. Ein weiterer Planentwurf zwischen 1775 und 1780 von Schlaun zeigt die Anlegung der Tor- und Wirtschaftsgebäude und auch der Verlauf der Gräfte im Garten. Der Plan wurde nicht umgesetzt, weil der Nutzen vorrangig war. Ergänzend zum Schloss wurden folgende Pläne realisiert: die anmutigen Torpavillons mit Mansarddach neben den hohen Brückenpfeilern, die 1950 wegen Baufälligkeit abgetragen werden mussten. Hinzu kamen die Gestaltung des Vorplatzes, die Brückenanlage, die beiden Pfeiler am Eingang zum Schloss, die Stallungen und die besagte Gartenanlage. Das eingeschossige, mit hohem Walmdach versehene Herrenhaus ist aus kleinförmigen Ziegeln erbaut, Eckverzahnungen, Fenster, Türgewände sind aus Sandstein. An der Rückseite sind zwei kleine Flügelanbauten hinausgeschoben. Das hohe Kellergeschoss ist mit Bausteinkreuzgewölben überdeckt. Es enthält eine geräumige Küche mit Vorratsräumen und eine kleine Hauskapelle. Von den die Front des Hauses flankierenden Wirtschaftsgebäuden ist nur noch das südliche vorhanden.
Beide Ehen des Hermann Werner Joseph von Schorlemer blieben kinderlos. Bei seinem Tode im Jahre 1766 erhoben die Verwandten seiner zweiten Gemahlin Maria Alexandrine von Korff-Schmising zu Tatenhausen Anspruch auf das Gut Herzford. Freiherr Franz Otto von Korff gen. Schmising wurde 1767 mit dem Gut belehnt, unterlag aber in dem sich entspinnenden Rechtsstreit. So ging das Gut Herzford vielmehr auf den Sohn von Schorlemers Schwester Maria Anna Theresa Sophie (1670–1716), Graf Carl Franz von Nesselrode über. Maria Anna Theresa Sophie von Schorlemer war mit dem Freiherrn Franz Carl von Nesselrode zu Ereshofen verheiratet. Ihr gemeinsamer Sohn und nun Herr zu Herzford Graf Carl Franz von Nesselrode war mit Anna von Loe zu Wissen vermählt. Graf Franz Carl beanspruchte ein Drittel der Mooräcker der Elberger Mark, was ihm nach einem langen Prozess mit den Markgenossen auch zugestanden wurde. Nach seinem Tod erbte der Sohn Graf Carl Franz Alexander von Nesselrode das Gut Herzford. Er war mit Gräfin Josepha von Hatzfeld-Wildenburg verheiratet und hatte nur ein Kind, die Tochter Auguste Caroline. Sie wurde nach dem Tod ihres Vaters 1780 als Erbin „Herrin von Herzford“. Im Alter von 15 Jahren wurde sie ihrem Vetter Graf Johann Wilhelm Carl von Nesselrode-Reichenstein versprochen, um sich mit ihm zu vermählen. Da ein Ehehindernis bestand, wurde die Ehe nicht vollzogen.
Auguste Caroline lebte bei ihrer Mutter Josepha in Ereshofen. Der frühere hannoversche Offizier Gustav von Müller entführte sie von dort. Nach der Ungültigkeitserklärung seiner ersten Ehe, wurde das Paar in Herzford getraut. Er war in der französischen Zeit Maire (=Bürgermeister) von Emsbüren, Salzbergen und Schepsdorf.
Im Jahre 1810 erhielt Gustav von Müller für die Unterhaltung des sonntäglichen Gottesdienstes in der Elberger Kapelle ein auf 1000 holländische Florene (damalige Währung) geschätzte Markenland. Bei der Markenteilung wurde dem Gut Herzford ein Drittel des Waldbestandes der Ellberger Mark zugewiesen. Weitere große Zuschläge erhielt das Gut bei der Teilung der Schepsdorfer und Lohner Mark, in denen er ebenfalls berechtigt war.
Gustav von Müller wohnt auf dem Gut Herzford bis 1832, wechselte seinen Wohnsitz auf das Gut Vresdorf (bei der Stadt Bardowick in der Nähe von Lüneburg), das seinem Sohn, dem Justizrat und späteren Vizepräsidenten von Lüneburg, Karl Wilhelm Viktor von Müller durch Erbschaft zugefallen war. Er verpachtete das Gut an den Freiherrn von Litzog, der es um 1835 an den Baron von Busch übertrug. Dieser setzte als Pächter den brandenburgischen Herrn von Gruneweg ein. Karl Wilhelm Viktor von Müller verkaufte das Gut Herzford am 10. Dezember 1847 für 38.000 Taler an den Hauptmann Freiherr (Baron) Ferdinand von Morsey gen. Picard, Edelherr aus dem Hause Krebsburg, der das Gut schon vorher in Pacht hatte. Im Jahre 1852 beträgt die Größe des Gutes ungefähr 467 ha. Morsey gen. Picard übertrug es am 23. November 1849 auf seinen Sohn Konstantin.
Freiherr Ferdinand von Morsey gen. Piccard verkauft das Gut Herzford (ca. 2.600 Morgen) am 14. Juli 1853 an den Herzog Prosper August von Arenberg (1824–1875) für 28.000 Taler. Auf seine Nachkommen wurde das Gut weiter vererbt. Auf Anordnung des Herzogs wurde das Gut Herzford von seiner Domänenkammer in Meppen als Pachtgut verwaltet. Zum Gut gehörten Äcker, Wiesen, Moor und Wald, und umfasste ein Gebiet von 363 ha. Das Adelsgeschlecht Arenberg war Mitglied des europäischen Hochadels. Diese Adelsfamilie hatte 1803 als Entschädigung für ihre verlorenen linksrheinischen Gebiete u. a. das bis dahin münstersche Amt Meppen erhalten. In den Jahren um 1830 und vornehmlich zwischen 1860 und 1910 kaufte der Herzog aus den geteilten Marken große Heide- und Wehsandflächen und forstete diese erfolgreich wieder auf.
Seinen im deutschen Reich gelegene Grundbesitz brachte der Herzogs von Arenberg von 1928 bis 1933 in regionale GmbHs ein. Das Forstgut Herzford gelangte so an die Arenberg-Meppen GmbH, ansässig bis 1967 in Nordkirchen, seitdem in Meppen. Das Schloss Herzford ist lange als Forstdienstgehöft für den umliegenden Schutzforstbezirk bzw. Forstdienstbezirk genutzt worden. Von ca. 1877 bis 1903 saß hier der Waldwärter Johann Hermann Altmeppen. Anschließend war hier sein Sohn Hermann Altmeppen als Waldwärter ansässig, danach dessen Neffe Bernhard Hermann Altmeppen als Oberforstwart bis 1976 tätig, bis 1969 wohnhaft auf Schloss Herzford.
Im Jahre 1970 verkaufte die Arenberg-Meppen GmbH Schloss Herzford an den Lingener Kaufmann und Geschäftsführer einer Holding (Textilunternehmen) Bernhard Merswolke, der Gebäude und Anlage von Grund auf sanieren ließ. Dabei war es dem Schlossherr Merswolke wichtig, sich an die Originalpläne zu halten und den „Urzustand“ wiederherzustellen.
Im Sommer 2011 wurden die beiden Pavillons links und rechts der Brücke am Zugang des Schlosses originalgetreu wiederhergestellt. Der Aufwand vergrößerte sich, da die spezielle Dachbedeckung aus Turmbiberschwänzen-Ziegeln bestehen muss und im Ausland per Hand über 6.000 Stück angefertigt werden mussten.
Die Besichtigung der Anlage von der „Straße“ aus wird geduldet.

### Zweiter Weltkrieg
Im Zweiten Weltkrieg von 1941 bis 1945 befand sich im benachbarten Lohne ein Kriegsgefangenenlager, das nach dem etwa 1800 m südöstlich gelegenen Schloss Herzford benannt war. In dem Lager, einem alten Fachwerkhaus, waren bis zu 80 französische Kriegsgefangene untergebracht. Die Soldaten mussten Zwangsarbeit in Chemiefabriken und in der Landwirtschaft in den Orten Lohne und Schepsdorf verrichten. Vom Lager ist heutzutage nichts mehr erhalten. Nur ein Gedenkstein mit Tafel erinnern daran.
Auch wenn britische Truppen die Stadt Lingen stark bombardiert und belagert haben, blieb der „Vorgarten“ Herzford davon verschont.

### Politische Zugehörigkeit
Der Gutsbezirk Herzford zählte im Jahre 1850 17 Familien mit 110 Einwohnern. Zu jener Zeit hatten vergleichbare Güter weit weniger Bewohner.
Im Jahre 1920 verlor der Gutsbezirk Herzford den Status der Selbstständigkeit. Als ursprünglich kleiner Grundbesitz wurde durch Teilung der Gemarkungen Elbergen und Schepsdorf-Lohne der aufgelöste Gutsbezirk Herzford diesen Gemeinden zugeordnet.
Durch die Kreisreform 1977 ging der zu Schepsdorf gehörige Teil des Gutsbezirkes an die Gemeinde Wietmarschen zum Landkreis Grafschaft Bentheim über. Knapp ein Jahr später sorgte eine Niedersächsische Neugliederung der Landkreise Grafschaft Bentheim und Emsland für eine Verschiebung der Kreisgrenzen, so wird Schepsdorf mit Herzford der Stadt Lingen (Ems) zugeordnet und damit zum Landkreis Emsland.
Das Schloss Herzford gehört heute zum Lingener Ortsteil Schepsdorf.

### Kirchenzugehörigkeit
Bereits bei der urkundlichen Erwähnung im Jahre 890 gehörte Herzford zum Bistum Münster.
Im Jahre 1740 vereinbarte Hermann Werner Joseph von Schorlemer mit der Gemeinde Elbergen, dass der Hausgeistliche in der dortigen Kapelle an den Tagen Gottesdienst von Emsbüren, der für die kirchlichen Verrichtungen zuständig war, aber nicht amtierte. Schorlemer baute an der Elbergener Kapelle einen Turm und stiftete für das Fest des heiligen Johannes von Nepomuk am 16. Mai 1740 eine Messe, die noch heute in einer großen Prozession gefeiert wird. Papst Benedikt XIII. bewilligte der Kapelle für diesen Tag einen allgemeinen Ablass.
Einen Kirchensitz hatte das Gut Herzford in der Kapelle zu Elbergen und in der Kirche zu Schepsdorf. Auf dem Schepsdorfer Friedhof hatten die Gutsbesitzer ein Erbbegräbnis. Im Jahre 1810 erhielt Gustav von Müller für die Unterhaltung des sonntäglichen Gottesdienstes in der Elberger Kapelle ein auf 1000 holländische Florene (damalige Währung) geschätztes Markenland. Bei der Markenteilung wurde dem Gut Herzford ein Drittel des Waldbestandes der Elberger Mark zugewiesen. Weitere große Zuschläge erhielt das Gut bei der Teilung der Schepsdorfer und Lohner Mark, in denen er ebenfalls berechtigt war.
Der Herzforder Gutsherr musste nach den letzten Vereinbarungen mit den Elbergern auch eine Frühmesse halten lassen. Der letzte Schlosskaplan war Hochwürden D. Berg. Als er 1888 Pfarrer von Beesten wurde, hat sich der Herzog von Arenberg am 5. Juli 1892 durch die Einmalzahlung in Höhe von 20.000 Mark die gesamten kirchlichen Verpflichtungen des Gutsbesitzers abgelöst.
Durch die Gründung der Bundesrepublik Deutschland und Errichtung des Bundeslandes Niedersachsen 1949 und des Kreises Lingen, gehört Herzford zum Bistum Osnabrück.